# Meszna (dopływ Warty)
Meszna – rzeka, prawy dopływ Warty o długości 23,68 km i powierzchni dorzecza ok. 705 km².
Przepływa przez Pojezierze Gnieźnieńskie. Wypływa z Jeziora Powidzkiego w pobliżu miejscowości Kochowo na wysokości ok. 98 m n.p.m. (przy niskich stanach wody w Jeziorze Powidzkim, brak wypływu wody z jeziora do rzeki).  Płynie, meandrując, w kierunku południowo-zachodnim, przepływa przez Słupcę i kończy bieg w Warcie na zachód od miejscowości Policko.

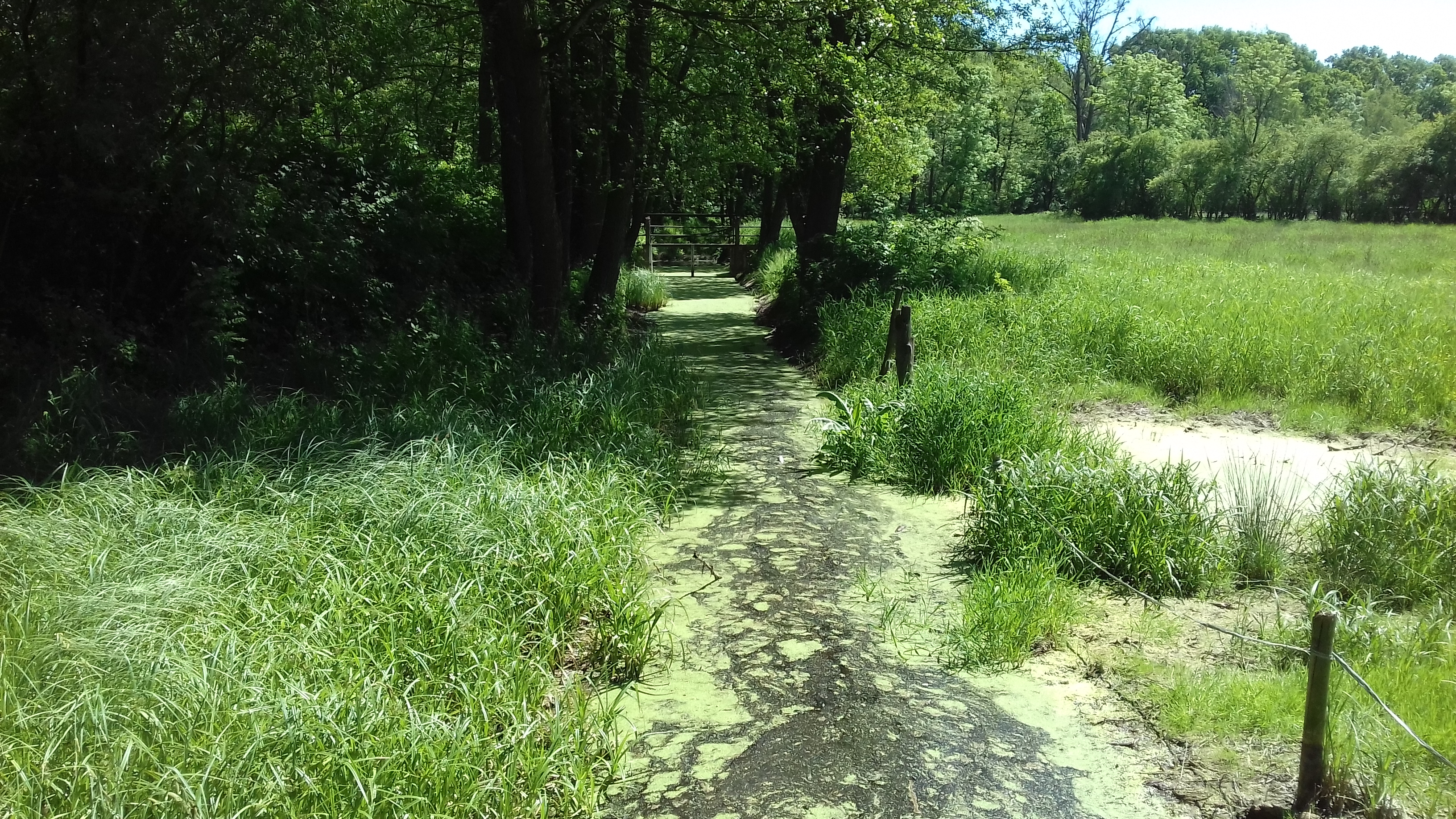
Meszna w górnym biegu - okolice Mieczownicy